# Axel Springer SE
«Аксель Шпрингер ЄК» — німецьке цифрове та популярне періодичне видавництво, яке є найбільшим у Європі. 
Видавництво базується в Берліні i є видавничою групою з кількома мультимедійними брендами, такими як «Bild», «Die Welt», «Welt» (телевізійний канал, раніше N24), «Business Insider», «Politico» та «Fakt». Компанія працює в більш ніж 40 країнах, маючи дочірні компанії, спільні підприємства та ліцензії. 
Бізнес розділений на чотири операційні сегменти: рекламні платформи (Classifieds Media), створення та фінансування контенту (News Media), маркетинг (Marketing Media) та сегмент послуг/холдингу. 
У 2019 фінансовому році близько 16 120 співробітників досягли групових продажів на суму близько 3,1 млрд євро. Цифрова діяльність приносить близько 73% продажів. З 2020 року американський фінансовий інвестор «Kohlberg Kravis Roberts» став найбільшим акціонером з трьома місцями в наглядовій раді, a «Axel Springer SE» відтоді не котирується на фондовій біржі.